# منطقه حفاظت‌شده دهج
منطقهٔ حفاظت‌شدهٔ دهج یک منطقهٔ حفاظت‌شده با مساحت ۹۷۷۳۰ هکتار است که در استان کرمان در ایران قرار دارد. این منطقهٔ حفاظت‌شده طبق مصوبهٔ شمارهٔ ۷۴۶ در تاریخ ۹۷/۰۵/۰۶ در فهرست مناطق تحت حفاظت سازمان محیط زیست ایران قرار گرفت.